# Salvarani

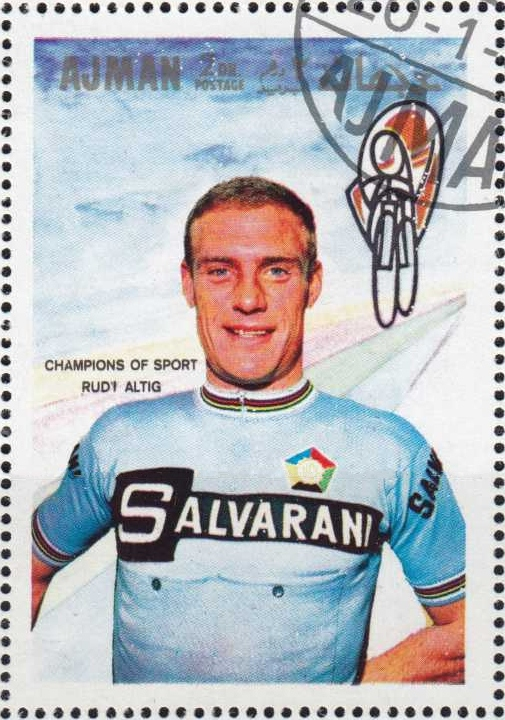
Rudi Altig im Teamtrikot 1969 auf einer Briefmarke aus den Vereinigten Arabischen Emiraten

Salvarani war ein italienisches Radsportteam, das von 1963 bis 1972 bestand. Die größten Erfolge des Teams waren die drei Siege beim Giro d’Italia (1965, 1967, 1969), der Sieg bei der Tour de France 1965 und der Vuelta a España 1968.

## Geschichte
Das Team wurde 1963 unter der Leitung von Luciano Pezzi aus Teilen des ehemaligen Teams Ghigi gegründet. Insgesamt konnten 23 Etappensiege beim Giro d’Italia, 12 Etappensiege bei der Tour de France und 6 Etappensiege bei der Vuelta a España erzielt werden. Sehr gute Ergebnisse wurden auch bei Eintagesrennen wie z. B. der Coppa Bernocchi oder bei der Coppa Sabatini und bei den Monumenten des Radsports erzielt und bis auf Lüttich–Bastogne–Lüttich konnte das Team jedes davon einmal gewinnen. Nach der Saison 1972 löste sich das Team auf. Teile des Teams gingen zum neuen Team Bianchi-Campagnolo.
Das Team wurde vom gleichnamigen italienischen Küchenmöbelhersteller gesponsert.

## Erfolge (Auszug)
1963
- zwei Etappen Giro d’Italia
- Giro di Sardegna

1964
- drei Etappen Giro d’Italia
- Giro del Lazio
- Giro di Sardegna
- eine Etappe Luxemburg-Rundfahrt
- Pfeil von Brabant

1965
- Gesamtwertung, drei Etappen und Prix de la combativitéTour de France
- Gesamtwertung und drei Etappen Giro d’Italia
- Mailand–Turin

1966
- zwei Etappen Giro d’Italia
- Paris–Roubaix
- Lombardei-Rundfahrt
- Paris–Brüssel
- Mailand–Vignola
- GP Lugano
- Gesamtwertung und eine Etappe Belgien-Rundfahrt
- drei Etappen Paris–Nizza
- eine Etappe Tour de Romandie
- eine Etappe Giro di Sardegna
- Coppa Agostoni
- Coppa Placci
- Corsa Coppi

1967
- Gesamtwertung,  Punktewertung und drei Etappen 1 Giro d’Italia
- zwei Etappen Tour de France
- Flandern-Rundfahrt
- Giro del Lazio
- Grand Prix des Nations
- eine Etappe Tirreno–Adriatico

1968
- Gesamtwertung und sechs Etappen Vuelta a España
- zwei Etappen Giro d’Italia
- Mailand–Sanremo
- Trofeo Masferrer
- drei Etappen Giro di Sardegna
- eine Etappe Tirreno–Adriatico
- eine Etappe Katalonien-Rundfahrt
- Grand Prix des Nations
- Trofeo Baracchi mit Jacques Anquetil
- Italienischer Meister – Straßenrennen

1969
- Gesamtwertung Giro d’Italia
- zwei Etappen Tour de France
- Gesamtwertung Tour de Romandie
- eine Etappe Paris–Luxemburg
- eine Etappe Escalada a Montjuïc
- eine Etappe Critérium du Dauphiné
- eine Etappe Paris–Nizza
- eine Etappe Giro di Sardegna

1970
- drei Etappen und  Punktewertung Tour de France
- zwei Etappen Giro d’Italia
- Gesamtwertung und zwei Etappen Tour de Suisse
- Meisterschaft von Zürich
- Gesamtwertung und zwei Etappen Cronostaffetta
- Gesamtwertung und zwei Etappen Tour d’Indre-et-Loire
- Coppa Bernocchi
- Giro dell’Umbria
- Trofeo Matteotti
- Giro dell’Appennino
- Tre Valli Varesine
- Boucles de l’Aulne
- eine Etappe Escalada a Montjuïc
- eine Etappe Tour de Romandie
- eine Etappe Belgien-Rundfahrt
- eine Etappe Paris–Nizza
- eine Etappe Giro di Sardegna
- Grand Prix Monaco

1971
- vier Etappen Giro d’Italia
- eine Etappe Tour de France
- Gesamtwertung und drei Etappen Tour de Romandie
- Gesamtwertung und zwei Etappen Tour de la Nouvelle-France
- Gran Piemonte
- Coppa Sabatini
- Coppa Bernocchi
- Giro dell’Umbria
- Giro dell’Emilia
- Giro della Provincia di Reggio Calabria
- Grand Prix de Wallonie
- Col San Martino
- GP Forli
- zwei Etappen Tirreno–Adriatico
- zwei Etappen Katalonien-Rundfahrt
- eine Etappe Cronostaffetta
- eine Etappe Giro di Sardegna

1972
- eine Etappe Tour de France
- zwei Etappen Giro d’Italia
- Gesamtwertung und drei Etappen Giro di Sardegna
- Giro di Romagna
- Nokere Koerse
- Coppa Sabatini
- Gran Premio Cemab
- zwei Etappen Valencia-Rundfahrt
- Italienischer Meister – Straßenrennen

## Monumente-des-Radsports-Platzierungen
| Monument                 | 1963 | 1964 | 1965 | 1966 | 1967 | 1968 | 1969 | 1970 | 1971 | 1972 |
| ------------------------ | ---- | ---- | ---- | ---- | ---- | ---- | ---- | ---- | ---- | ---- |
| Mailand–Sanremo          | 13   | 22   | 2    | 2    | 4    | 1    | 4    | 5    | 2    | 3    |
| Flandern-Rundfahrt       | –    | 13   | –    | 2    | 1    | 2    | 2    | 2    | 8    | 17   |
| Paris–Roubaix            | –    | 41   | 7    | 1    | 19   | 14   | 4    | 5    | 8    | 32   |
| Lüttich–Bastogne–Lüttich | 44   | 3    | 2    | 17   | 5    | –    | 7    | –    | 5    | –    |
| Lombardei-Rundfahrt      | 32   | 13   | –    | 1    | 2    | 7    | 11   | 2    | 4    | 3    |

## Grand-Tour-Platzierungen
| Grand Tour            | 1963 | 1964 | 1965 | 1966 | 1967 | 1968 | 1969 | 1970 | 1971 | 1972 |
| --------------------- | ---- | ---- | ---- | ---- | ---- | ---- | ---- | ---- | ---- | ---- |
| Vuelta a EspañaVuelta | –    | 27   | –    | –    | –    | 1    | –    | –    | –    | –    |
| Giro d’ItaliaGiro     | 5    | 4    | 1    | 5    | 1    | 3    | 1    | 2    | 7    | 8    |
| Tour de FranceTour    | –    | 10   | 1    | –    | –    | –    | 4    | 8    | 12   | 2    |

## Bekannte Fahrer
- Arnaldo Pambianco (1963–1965)
- Vittorio Adorni (1964–1966)
- Felice Gimondi (1965–1972)
- Adriano Durante (1966–1967)
- Luciano Dalla Bona (1967–1970)
- Dino Zandegù (1967–1971)
- Roberto Poggiali (1967–1972)
- Rudi Altig (1968–1969)
- Wilfried Peffgen (1968–1969)
- Pietro Guerra (1968–1972)
- Walter Godefroot (1970)
- Gianni Motta (1970–1971)
- Guido Reybrouck (1971–1972)
- Marino Basso (1972)